# Уссинг, Йохан Лудвиг
Йохан Лудвиг Уссинг (1820—1905) — датский филолог.
Профессор Копенгагенского университета. Главным трудом его признается объяснительное издание Плавта с латинскими комментариями (1875—1887). Много работал на поприще греческой эпиграфики, географии и топографии; большинство относящихся сюда трудов его ныне устарело.
Большой успех имело популярное сочинение Уссинга о воспитании у древних греков и римлян, выдержавшее несколько изданий как в датском оригинале, так и в немецком и русских переводах. Из других его работ на русский язык переведено «К вопросу об устройстве древнегреческого театра» (в «Приложениях к Циркулярам по Московскому учебн. окр.», 1894, № 4). Член-корреспондент СПб. АН c 05.12.1898 по историко-филологическому отделению (разряд классической филологии).